# 上洲里
上洲里為中華民國高雄市旗山區屬下的行政區劃。根據截至2025年4月（民國114年4月）的統計，該里有19鄰，449戶，1010人。

## 歷史
上洲里位於溪洲北端，清代屬於臺灣縣（1887年改稱「安平縣」）羅漢外門莊。日治初期保甲編制為溪洲庄第一保，行政上隸屬於蕃薯辨務署。1920年10月1日改編為高雄州旗山郡旗山街， 屬於大字「溪州」， 1925年8月1日編為旗山街第十一保。1945年中華民國接收台灣後，命名為「上洲里」。

## 外部連結
- 高雄市旗山區公所里政專區 （页面存档备份，存于）